# HD 96700
HD 96700 är en ensam stjärna belägen i den södra delen av stjärnbilden Vattenormen. Den har en skenbar magnitud av ca 6,51 och kräver åtminstone en handkikare för att kunna observeras. Baserat på parallaxmätning inom Hipparcosuppdraget på ca 39,0 mas, beräknas den befinna sig på ett avstånd på ca 84 ljusår (ca 26 parsek) från solen. Den rör sig bort från solen med en heliocentrisk radialhastighet på ca 13 km/s och anses ha en stor egenrörelse och rör sig över himlavalvet med en vinkelhastighet av 0,52 bågsekunder per år vid en positionsvinkel av 255,21°.
HD 96700 ingår i populationen av stjärnor i den tunna skivan av Vintergatan och kretsar runt den galaktiska kärnan på en genomsnittlig distans av 23 400 ljusår med en omloppsexcentricitet av 0.16. Lutningen av dess galaktiska omloppsbana för den inte mer än 950 ljusår bort från det galaktiska planet.

## Egenskaper
HD 96700 är en gul till vit stjärna i huvudserien av spektralklass G0 V. Den har en massa som är ca 0,96 solmassor, en radie som är 0,96 – 1,1 solradier och har ca  1,6 gånger solens utstrålning av energi från dess fotosfär vid en effektiv temperatur av ca 5 900 K.
En undersökning 2015 har uteslutit förekomst av ytterligare följeslagare inom beräknade avstånd från 7 till 209 astronomiska enheter.

## Planetsystem
Två exoplaneter har upptäckts av HARP-instrumentet, som mäter variationer i stjärnans radiella hastighet som antas vara orsakade av gravitationella störningar från omloppsobjekt. Den innersta planeten, HD 96700 b, kretsar nära stjärnan på ett avstånd av ungefär 0,08 AE med en kort omloppsperiod på 8,13 dygn. Den har minst nio gånger jordens massa, och kan därför vara en Neptunusliknande planet, men tills astronomer kan bestämma omloppsbanans lutning eller direkt avbilda planeten finns det inget sätt att med säkerhet veta dess faktiska massa.
Den andra planeten, HD 96700 c, kretsar på ungefär samma avstånd som Merkurius från solen, med en halv storaxel på 0,42 AE och en period på ca 103 dygn. Den kan ha en relativt hög excentricitet på 0,4. Detta objekt har minst 13 gånger jordens massa.
| Planet | Massa           | Halv storaxel (AE) | Siderisk omloppstid (d) | Excentricitet | Inklination | Radie |
| ------ | --------------- | ------------------ | ----------------------- | ------------- | ----------- | ----- |
| b      | ≥9,03 ± 0,63 M⊕ | 0,0774 ± 0,0012    | 8,1256 ± 0,0013         | 0,10 ± 0,05   | -           | -     |
| c      | ≥12,76 ± 1,63M⊕ | 0,422 ± 0,007      | 103,49 ± 0,58           | 0,37 ± 0,19   | -           | -     |